# Uralvagonzavod
Uralvagonzavod - UVZ (rus. Уралвагонзавод) je rusko strojno podjetje iz Nižnjega Tagila. UVZ proizvaja tanke, vagone, agrikulturna vozila in kovinske izdelke. Je eno izmed večjih te vrste podjetij v Rusiji in največji proizvajalec glavnih bojnih tankov na svetu. Poleg proizvodnje se ukvarjajo tudi z znanstvenimi raziskavami. Celoten kompleks obsega 827000 m².
Tovarno so zgradili v letih 1931−1936, večinoma med 2. petletko. Odprli so jo 11. oktobra 1936 in jo poimenovali po Feliksu Dzeržinskemu. Sprva so gradili tovorne vagone.
Leta 1941 so zaradi nemške invazije, večino tovarn iz Ukrajine evakuirali na vzhod. Med drugo svetovno vojno so v tej tovarni proizvedli 25266 tankov T-34. V 1950-ih in 1960-ih so gradili tanke Т-54, Т-55 in Т-62.
- Uralvagonzavod tramvaj na sejmu Innoprom
- Indijski T-90
- Glavna stavba Uralvagonzavod